# صموئيل فيشر
صموئيل فيشر (و. 1793 – 1847 م) هو رسام، وراسم، وجامع تحف سويسري، ولد في بازل، توفي في بازل، عن عمر يناهز 54 عاماً.